# Carl Fullerton
Carl Fullerton (geb. vor 1955) ist ein US-amerikanischer Maskenbildner.

## Leben
Fullerton arbeitete von 1975 bis 1976 am Broadway und war unter anderem für das Make-up von Frank Langella in der Produktion Seascape verantwortlich. Ab 1976 wirkte er in Hollywood, wo er zunächst hauptsächlich an Horrorfilmen arbeitete. Für seine Leistungen am Vampir-Horrorfilm Begierde mit Catherine Deneuve und David Bowie in den Hauptrollen erhielt er 1984 eine Saturn-Award-Nominierung. Zwei Jahre später war er erstmals für den Oscar nominiert, für die Verwandlung des 53-jährigen Amerikaners Joel Grey in den greisen koreanischen Kampfsportmeister Chiun in Remo – unbewaffnet und gefährlich. Ebenfalls 1986 gründete er mit Makeup Imagineering Inc. seine eigene Make-up-Firma.
1992 erhielt er mit dem Saturn Award für Das Schweigen der Lämmer seine erste Auszeichnung.  Zwei Jahre später folgte seine zweite Oscar-Nominierung, doch auch für Philadelphia ging er leer aus. Seit dem Film Ausnahmezustand arbeitete Fullerton bis 2013 in bislang 16 gemeinsamen Spielfilmen als persönlicher Maskenbildner von Denzel Washington.

## Filmografie (Auswahl)
- 1981: Freitag der 13. – Jason kehrt zurück (Friday the 13th Part 2)
- 1981: Wolfen
- 1983: Gorky Park
- 1983: Begierde (The Hunger)
- 1985: Remo – unbewaffnet und gefährlich (Remo Williams: The Adventure Begins)
- 1986: F/X – Tödliche Tricks (F/X)
- 1986: Staatsanwälte küßt man nicht (Legal Eagles)
- 1990: Der Pate III (The Godfather Part III)
- 1990: GoodFellas – Drei Jahrzehnte in der Mafia (Goodfellas)
- 1991: Das Schweigen der Lämmer The Silence of the Lambs
- 1993: Philadelphia
- 1996: Sleepers
- 1998: Ausnahmezustand (The Siege)
- 1999: Der Knochenjäger (The Bone Collector)
- 2001: Training Day
- 2002: John Q – Verzweifelte Wut (John Q)
- 2004: Der Manchurian Kandidat
- 2005: München (Munich)
- 2006: Déjà Vu – Wettlauf gegen die Zeit (Déjà Vu)
- 2007: American Gangster
- 2009: Die Entführung der U-Bahn Pelham 123 (The Taking of Pelham 123)
- 2010: The Book of Eli
- 2012: Safe House

## Broadway
- 1974: Mert & Phil
- 1975: Seascape

## Auszeichnungen & Nominierungen
- 1984: Saturn-Award-Nominierung in der Kategorie Bestes Make-up für Begierde
- 1986: Oscar-Nominierung in der Kategorie Bestes Make-up und Beste Frisuren für Remo – Unbewaffnet und gefährlich
- 1992: Saturn Award in der Kategorie Best Make-Up für Das Schweigen der Lämmer
- 1994: Oscar-Nominierung in der Kategorie Bestes Make-up und Beste Frisuren für Philadelphia
- 2001: Gemini-Award-Nominierung in der Kategorie Best Achievement in Make-Up für Nürnberg – Im Namen der Menschlichkeit